# Confolèuç
Confolèuç (en francès oficialment Coufouleux i habitualment Couffouleux) és un municipi francès situat al departament del Tarn i a la regió d'Occitània.

## Demografia
| 1962                                       | 1968  | 1975  | 1982  | 1990  | 1999  | 2007  |
| ------------------------------------------ | ----- | ----- | ----- | ----- | ----- | ----- |
| 1.264                                      | 1.267 | 1.384 | 1.651 | 1.987 | 2.036 | 2.137 |
| Des de 1962: població sense dobles comptes |       |       |       |       |       |       |

## Administració
| Període   | Identitat                   | Partit        |
| --------- | --------------------------- | ------------- |
| 1959-2001 | Hervé Le Rouge de Guerdavid | Divers droite |
| 2001-     | Pierre Verdier              |               |